# Johannes Kleineidam
Johannes Georg Michael Kleineidam (* 9. August 1935 in Berlin-Wilmersdorf; † 2. Juni 1981 in Berlin) war römisch-katholischer Theologe und Weihbischof im damaligen Bistum Berlin während der deutschen Teilung ab 1970. 

## Leben

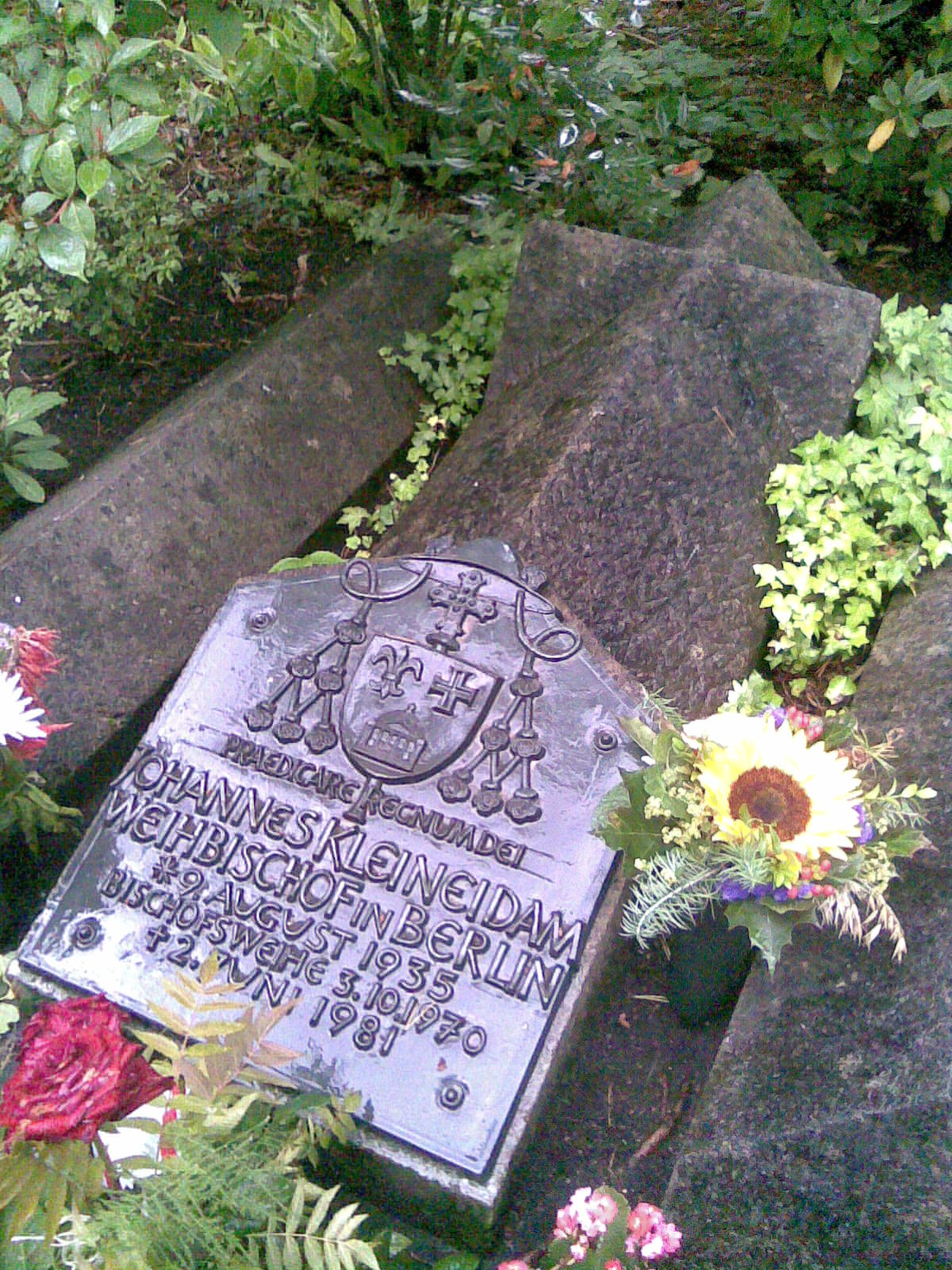
Grabmal auf dem Friedhof der St.-Hedwigs-Gemeinde in Berlin-Alt-Hohenschönhausen

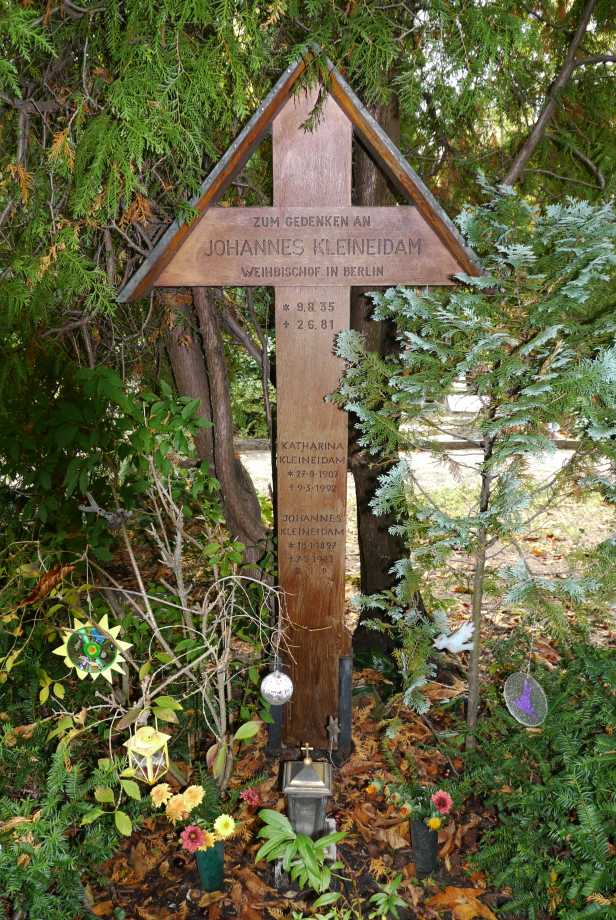
Gedenkkreuz von Johannes Kleineidam auf dem Sankt-Matthias-Friedhof

Nach dem Studium der Katholischen Theologie empfing Kleineidam am 17. Dezember 1960 in der Sankt-Hedwigs-Kathedrale zu Berlin für das Bistum Berlin durch Julius Kardinal Döpfner das Sakrament der Priesterweihe. Er wurde zunächst Kaplan an Ss. Corpus Christi (Berlin-Prenzlauer Berg), dann Domkapitular und Sekretär von Bischof Alfred Bengsch und 1969/1970 Kaplan an St. Adalbert (Berlin-Mitte).
Papst Paul VI. ernannte ihn am 12. September 1970 zum Titularbischof von Nova und bestellte ihn zum Weihbischof im damaligen Bistum Berlin. Die Bischofsweihe spendete ihm Alfred Kardinal Bengsch am 3. Oktober desselben Jahres. Mitkonsekratoren waren Gerhard Schaffran, Bischof von Meißen und Bischof Heinrich Theissing, Apostolischer Administrator in Schwerin. 
Er selbst war Mitkonsekrator bei der Bischofsweihe von Bernhard Huhn (1971) und Georg Weinhold (1973).
Nach dem Tode von Kardinal Bengsch im Dezember 1979 leitete Johannes Kleineidam bis zur Amtseinführung von Bischof Joachim Meisner am 17. Mai 1980 als Diözesanadministrator das Bistum Berlin.
1981 verstarb Kleineidam nach langer Krankheit im Alter von 45 Jahren. Er ist auf dem Friedhof der St.-Hedwigs-Gemeinde in Berlin-Alt-Hohenschönhausen (Konrad-Wolf-Straße) neben der Kapelle beigesetzt worden. Auf dem Sankt-Matthias-Friedhof in Berlin-Tempelhof (Röblingstraße) am südlichen Rand der Abteilung 14 steht ein Gedenkkreuz, welches aus der Zeit der Teilung Berlins stammt.